# Cuscutaceae
Cuscutaceae is een botanische naam, voor een familie van tweezaadlobbige planten. Een familie onder deze naam wordt vrij algemeen erkend door systemen van plantentaxonomie. Echter het APG-systeem (1998) en het APG II-systeem (2003) erkennen niet zo'n familie en voegen de betreffende planten in bij de windefamilie (Convolvulaceae).
Het gaat om windende planten, die volledige parasieten zijn. De volgende soorten worden behandeld in Wikipedia:
- Groot warkruid (Cuscuta europaea)
- Hopwarkruid (Cuscuta lupuliformis)
- Klein warkruid of duivelsnaaigaren (Cuscuta epithymum)
- Oeverwarkruid (Cuscuta gronovii)
- Veldwarkruid (Cuscuta campestris)
- Vlaswarkruid (Cuscuta epilinum)

In het Cronquist-systeem (1981) was de plaatsing in de orde Solanales.